# Казус белли (фильм)
«Казус белли» — российский  художественный фильм по повести Андрея Черных «Филология женской зрелости».

## Сюжет
Несмотря на мрачное провокационное название картины («Казус белли» — «повод к объявлению войны»), это фильм о любви, а по жанру — это лирическая авантюрная комедия.
Прожив достаточно много лет в счастливом браке со своей женой, герой — джентльмен и генерал — вдруг обнаружил, что перестал понимать поступки и душевные терзания своей супруги. Чтобы разобраться в происходящем, он нанимает детектива. Следить за своей второй половиной он поручает женщине, по складу характера похожей на его собственную жену. Итак, casus belli — формальный повод для объявления войны на любовном фронте найден. С этого момента жизнь троих персонажей становится непредсказуемой. Как будто выпив эликсира молодости, герои начинают сражение за счастье и любовь.

## В ролях
| Актёр              | Роль                                    |
| ------------------ | --------------------------------------- |
| Инна Чурикова      | Мария                                   |
| Барбара Брыльска   | Анна (роль озвучила Ирина Мирошниченко) |
| Эва Шикульская     | эпизод                                  |
| Виталий Соломин    | Михаил                                  |
| Алексей Петренко   | эпизод                                  |
| Александр Михайлов | эпизод                                  |
| Роман Клосовский   | эпизод                                  |

## Съёмочная группа
- Автор сценария: Иван Киасашвили
- Режиссёр: Игорь Угольников
- Оператор: Грегож Кендзерский
- Художник: Анджей Плоцкий
- Композитор: Александр Зацепин